# Dilana

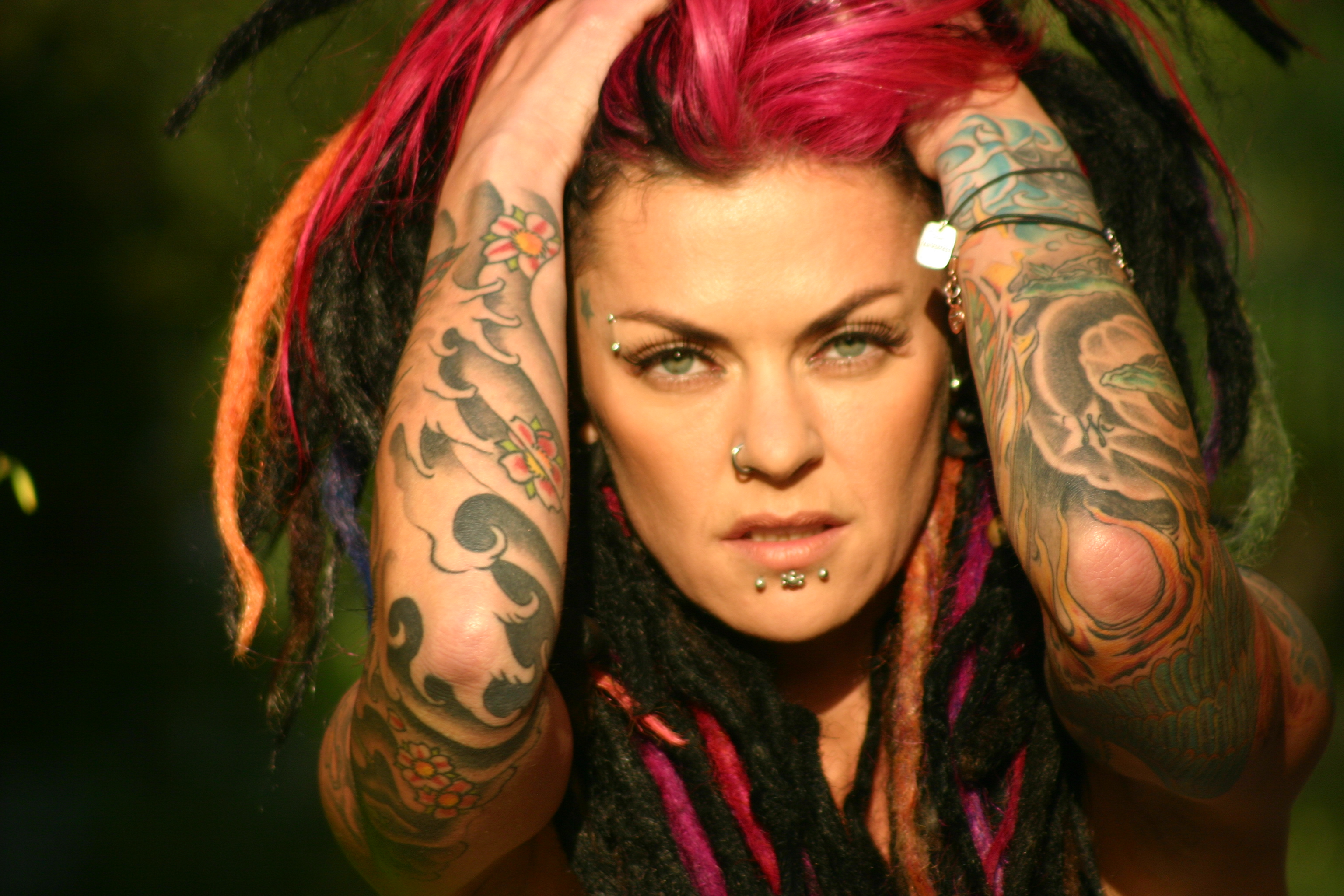
Dilana (2010)

Dilana Smith (* 10. August 1972 in Johannesburg, Südafrika, als Dilana Jansen van Vuuren) ist eine südafrikanische Rocksängerin.

## Leben
Dilana Jansen van Vuuren wurde im Alter von zwei Jahren von ihrem Stiefvater, dem neuen Ehemann ihrer Mutter, adoptiert und trug lange den Familiennamen Smith. Während ihrer Schulzeit nahm sie an allen ihr musikalisch angebotenen Aktivitäten teil und wurde Mitglied des Schul- und Kirchenchores. Nach ihrer Schulzeit konzentrierte sie sich auf eine Gesangskarriere und war Mitglied unterschiedlicher Gruppen in Südafrika und den Niederlanden. So hatte sie als Backgroundsängerin der Band Wozani 1996 mit der Single Dancing in the Moonlight einen Nummer-1-Hit in Südafrika. Ihr erstes Soloalbum erschien im Jahr 2000 mit Wonderfool, welches sich in den niederländischen Charts bis auf Platz 62 positionierte.
2006 nahm sie an der von CBS ausgestrahlten Castingshow Rock Star teil. Ursprünglich wurde sie als Favorit gewertet. Aber nach einer Pressekonferenz, in der sie sich abwertend über ihre Mitstreiter äußerte, änderte sich die Gunst des Publikums, sodass sie am Ende hinter dem kanadischen Musiker Lukas Rossi nur auf Platz zwei gewählt wurde.

## Werke (Auswahl)
Alben
- Wonderfool (2000)
- Inside Out (2009)
- Beautiful Monster (2013)
- Live in Africa DVD (2016)

Singles
- Dancing in the Moonlight (1996)
- Do You Now (2000)
- To All Planets (2000)
- The Great Escape (2000)
- Roxanne (2006)
- Killer Queen (2006)
- Holiday (2007)